# Lupin III - Walther P38
Lupin III - Walther P38 (ルパン三世 ワルサーP38?, Rupan Sansei - Warusā P38) è il nono special televisivo giapponese con protagonista Lupin III, il celebre ladro creato da Monkey Punch, diretto da Hiroyuki Yano, andato in onda per la prima volta in Giappone su Nippon Television il 1º agosto 1997.
È stato trasmesso per la prima volta in Italia il 7 novembre 1999 su Italia 1 col titolo Lupin III - Nome in codice Tarantola, mentre per il mercato home video ha poi assunto i titoli Lupin the 3rd - Walther P38 e successivamente Lupin III - Walther P38: Nome in codice Tarantola.

## Trama
Mentre Lupin III tenta una rapina alla villa del vicepresidente degli Stati Uniti, Zenigata riesce quasi a catturare il ladro. All'improvviso, una banda di assassini assalta la villa e uccide il vicepresidente e le sue guardie del corpo. Sfruttando la confusione, Lupin cerca di scappare ma viene messo alle corde da Zenigata; da una finestra un misterioso individuo con una pistola argentata Walther P38 (simile a quella usata da Lupin) colpisce Zenigata, lasciandolo apparentemente morto. Furioso, Lupin si mette alla caccia degli assassini ma questi scappano con un elicottero. Il ladro gentiluomo ha riconosciuto il rumore e l'aspetto dell'arma, uguali a quelli della sua prima pistola che gli fu rubata da un complice, il quale la usò per sparargli a tradimento.
Indagando, Lupin scopre che la banda apparteneva alla congrega della Tarantola, una spietata organizzazione internazionale di assassini nascosta su un'isola non segnalata, ricoperta da gas naturali, protetta da un satellite stazionario capace di distruggere ogni aereo o nave non autorizzati.
Lupin e Jigen, dopo aver fatto infiltrare Fujiko e Goemon, riescono ad accedervi con la nave dei rifornimenti e si nascondono nel bosco decidendo il da farsi. Durante la prima notte vengono attaccati dai membri della Tarantola, tra cui gli assassini che avevano assaltato la villa, ma riescono a fuggire. Successivamente Lupin fa conoscenza di Ellen, un'affascinante assassina dagli occhi celesti apparsa nella stessa villa, e durante l'incontro viene catturato.
Durante la prigionia Lupin fa la conoscenza del malvagio comandante della Tarantola, Gordeaux, che decide di far entrare Lupin nell'organizzazione, iniettando nel suo corpo un terribile veleno che agisce nel momento in cui non si respiri il gas dell'isola, lasciando un simbolo di una tarantola sulla mano destra. Lupin viene poi accompagnato da Ellen a visitare l'isola e le usanze dei suoi abitanti: alcuni di loro, non vedendo di buon occhio Lupin, lo attaccano ed Ellen, per proteggerlo, lo tramortisce.
Risvegliatosi, fa la conoscenza di Doc, il quale, insieme a Ellen e altri assassini, sta organizzando la loro fuga dall'isola attraverso una nave costruita clandestinamente, rubando l'oro accumulato da Gordeaux: Lupin, Jigen, Goemon e Fujiko accettano di unirsi a loro. Il primo obiettivo è recuperare la formula dell'antidoto dai laboratori dell'organizzazione, ottenuta attraverso l'infiltrazione di Lupin: il test svolto da Doc su se stesso dà il risultato sperato.
Intanto, Lupin ed Ellen sono mandati ad assassinare un obiettivo e colgono l'occasione per andare a disattivare il sistema di sicurezza satellitare; appena attraccati a terra, si iniettano l'antidoto e si recano nella clinica dove Zenigata (sopravvissuto al colpo) è in convalescenza, lasciandogli le informazioni sull'isola della Tarantola. Sull'isola, nel frattempo, i ribelli riescono a entrare nel caveau con l'oro, caricandolo sulla nave, e piazzano esplosivi per la base come diversivo.
Infiltratisi nel centro di controllo satellitare, inseriscono il virus informatico nel programma del satellite, ma sembra non funzionare; decidono allora di tornare all'isola con un Harrier e nel viaggio scoprono che anche l'effetto dell'antidoto svanisce dopo un certo tempo. Intanto, sull'isola, le bombe esplodono più intensamente di quanto si fossero programmate e gli assassini fedeli a Gordeaux assaltano la nave; scoppia così una cruenta battaglia, con perdite da entrambi i lati. Fujiko scopre poi che i lingotti d'oro sono falsi e capisce che è una trappola, scappando dalla nave insieme a Jigen e Goemon prima che essa venga distrutta dal satellite, provocando la morte di tutti gli occupanti.
Gordeaux, sopravvissuto, si mette in contatto con i membri che aiutano l'organizzazione, accusando Lupin di essere dietro la distruzione della base; nello stesso momento, la stessa P38 che aveva sparato a Zenigata spara un colpo in testa al capo degli assassini e l'omicida interrompe le telecomunicazioni, spingendo i membri a decidere di distruggere l'isola col satellite che, però, finisce per autodistruggersi: si scopre che era tutto un piano dell'omicida, rivelatosi essere Doc, aiutato da Gordeaux, che aveva finto il suo assassinio, organizzato per scappare con tutti i lingotti. Ma Doc, alla fine, tradisce Gordeaux, uccidendolo veramente.
Compare allora Ellen, furiosa per il tradimento di Doc, che lo affronta, ma viene da esso sopraffatta, prendendola in ostaggio e costringendo Lupin a rivelarsi: questi riconosce allora in Doc il suo primo compagno del crimine, che lo aveva tradito dopo una rapina rubandogli la sua prima Walther P38 argentata e sparandogli nella sua caduta in aereo in mezzo a un fiume; inoltre, era stato lui a sparare a Zenigata in precedenza.
Doc allora scappa con Ellen su di un dirigibile, dove è caricato tutto l'oro, e attiva una bomba nella centrale nucleare che dava energia all'isola. Mentre Jigen, Goemon e Fujiko corrono a disinnescare la bomba nella centrale, Lupin riesce a salire sul dirigibile e ingaggia una lotta furibonda con il malvagio Doc. Caduti nella stiva, i due si sparano addosso contemporaneamente, Lupin ferisce Doc, mentre quest'ultimo colpisce mortalmente Ellen, buttatasi per salvare Lupin. Doc ricatta Lupin con la fiala di antidoto funzionante in cambio della propria vita, ma Lupin, insieme a Ellen, gli spara in testa, facendolo precipitare in mare, insieme al carico d'oro. Poco dopo, Ellen spira tra le braccia disperate di Lupin, che la seppellirà a fianco del fratello Alex.
Intanto Zenigata, che ha ricostruito tutta la vicenda tramite le informazioni dategli da Lupin e le indagini del suo assistente Vicky (che in realtà era stato messo lì per controllarlo, affinché non si intromettesse nelle operazioni della Tarantola, che sono spalleggiate da personaggi potenti della politica mondiale) si reca sull'isola per arrestare tutti, ma soprattutto Lupin, ignorando i richiami del capo dell'Interpol; Lupin, dopo aver detto addio a Ellen sulla sua tomba, lascia l'isola coi suoi amici, a bordo di un dirigibile (dal quale lascia cadere la Walther P38 argentata precedentemente recuperata) che contiene una grossa scorta del gas dell'isola, necessario finché Lupin non creerà un nuovo antidoto.

## Doppiaggio
| Personaggio               | Doppiatore originale | Doppiatore italiano |
| ------------------------- | -------------------- | ------------------- |
| Lupin III                 | Kan'ichi Kurita      | Roberto Del Giudice |
| Ellen                     | Emi Shinohara        | Beatrice Margiotti  |
| Daisuke Jigen             | Kiyoshi Kobayashi    | Sandro Pellegrini   |
| Goemon Ishikawa XIII      | Makio Inoue          | Antonio Palumbo     |
| Fujiko Mine               | Eiko Masuyama        | Alessandra Korompay |
| Ispettore Koichi Zenigata | Gorō Naya            | Rodolfo Bianchi     |
| Bomber                    | Kenichi Ogata        | Mario Bombardieri   |
| Vicky Flanagan            | Tetsuya Iwanaga      | Laura Latini        |
| Doc                       | Masane Tsukayama     | Roberto Certomà     |
| Gordeaux                  | Kenji Utsumi         | Ennio Coltorti      |
| Jack                      | Shō Hayami           | Luciano Roffi       |
| Hawke                     | Masuo Amada          | Franco Mannella     |

- Doppiaggio italiano:
  - A cura di: Ludovica Bonanome
  - Casa di doppiaggio: Edit S.r.l.
  - Direttore del doppiaggio: Roberto Del Giudice
  - Assistente al doppiaggio: Daniela Inserra
  - Dialoghi italiani: Antonella Damigelli
  - Sonorizzazione: Studio Due Roma
  - Mixage: Claudio Toselli

## Colonna sonora
La colonna sonora dello special è stata composta da Yūji Ōno.
- Lupin The Third Walther P-38 Original Soundtrack (VAP 01/10/97 VPCG-84638)

1. Notice of Lupin's Participation
2. Assassination Group Tarantola
3. Rupan Sansei no Theme '97 (THEME FROM LUPIN III '97)
4. Uncharted Island
5. Immortal Zenigata
6. Jack & Knife, Four Hitmen
7. Tarantula's Fortress
8. Eleanor's Necklase
9. Iron Nail Of Gorudoo
10. Human Hunt
11. Silver Walther
12. Request For Murder
13. Natto Meal
14. Escape Plane
15. Two People's Past
16. Promise
17. Flower Boat
18. Lupin's Visit
19. Move Out
20. Eleanor's Death
21. Bomber's Suicide
22. Tarantula's Crest
23. Doctor Betrayal
24. Don't Forget My Eyes
25. Don't Forget My Eyes (Karaoke)

## Edizioni home video
Il film è uscito su VHS per conto di Medusa Video nel 2000 in edizione integrale.
Il 9 giugno 2004 Dynit ha edito lo special in DVD. Il DVD, oltre al film, contiene vari extra, come schede dei personaggi, trailer e informazioni aggiuntive. Nel 2008 Yamato Video l'ha ristampato modificando solo la copertina, mentre l'authoring del DVD è lo stesso della versione Dynit.
In Giappone il film è stato rimasterizzato in alta definizione e venduto in formato Blu-ray Disc all'interno della raccolta LUPIN THE BOX - TV Special BD Collection (LUPIN THE BOX ~ TV スペシャルBDコレクション~?).